# Rudolf Strohal
Rudolf Strohal (Lokve, 5. travnja 1856. – Zagreb, 21. ožujka 1936.) bio je hrvatski jezikoslovac i književnik.

## Životopis
Završio je Filozofski fakultet u Zagrebu. Godine 1880. položio je ispit za srednjoškolskog učitelja te je 1883. dobio naslov profesora. Zatim je predavao hrvatski, grčki i latinski u Osijeku, Rijeci, Rakovcu i Bjelovaru. U Bjelovaru je bio ravnatelj gimnazije od 1892. do 1895. godine. Od 1895. godine bio je ravnatelj gimnazije u Rakovcu.
Nakon prijevremenog umirovljenja živio je u Zagrebu.

## Djela
- Narodne pripovijetke iz sela Stativa (1886.)
- „Hrvatska slovnica za srednje i nalike im škole” (1893.)
- „Grad Karlovac opisan i orisan” (1906.)
- „Današnje Oštarijsko narječje” (1910.)
- „Dijalekat grada Vrbnika na otoku Krku u prošlim vijekovima upoređen sa današnjim” (1913.)
- „Hrvatska glagolska knjiga” (1915.)
- „Stare hrvatske apokrifne priče i legende” (1917.)
- „Gramatika današnjega hrvatskoga književnoga jezika” (1928.)
- „Grad i selo Severin u Gorskom kotaru na Kupi” (1932.)
- „Uz Lujzinsku cestu” (1935.)[2]

### Članci
- Renić, Zorka. 2024. Portret bjelovarskog profesora Rudolfa Strohala. Zbornik Janković. Ogranak Matice hrvatske u Daruvaru. Daruvar. 7 (8–9): 279–293

### Mrežna sjedišta
- Strohal, Rudolf. Hrvatska enciklopedija LZMK. Pristupljeno 30. travnja 2025.